# Полянське (Калінінградська область)
Полянське (рос. Полянское) — селище Краснознаменського району, Калінінградської області Росії. Входить до складу Краснознаменського міського округу.
Населення —  57 осіб (2015 рік). 

## Населення
| 2002 | 2010 |
| ---- | ---- |
| 52   | ↗57  |